# چشم‌کبوتریان
چشم‌کبوتریان (نام علمی: Ochnaceae) نام یک تیره از راسته شمعدانی‌سانان است.